# Château de Wesenberg
Le château de Wesenberg (en allemand : Burg Wesenberg, en estonien : Rakvere ordulinnus) est un château fort en ruines situé à côté de Rakvere au nord de l’Estonie.

## Historique
Un petit fortin estonien du nom de Tarnvape se trouvait à l’origine sur cette colline de moraines. Les Danois s’installent dans cette région côtière en 1219 et s’emparent d’une partie de la Livonie, alors que les chevaliers Porte-Glaive christianisent aussi la région. Leur ordre fusionne avec celui des chevaliers teutoniques en 1237.
Les Danois construisent sur place un premier château de pierres au milieu du XIIIe siècle qui prend la forme d’un castel médiéval quadrangulaire, entouré de palissades de bois. Il est mentionné pour la première fois par écrit sous le nom de Rakovor dans des chroniques russes.
Le royaume du Danemark finit par vendre ses possessions livoniennes à l’Ordre Teutonique en 1346. Le chevaliers reconstruisent le château qui prend le nom de Wesenberg et qui est le siège d’un Vogt (avoué, en allemand) de l’Ordre, sorte de responsable régional. Les fondations sont renforcées, deux tours d’angle sont construites du côté sud, ainsi que le Vorburg, ou bâtiment défensif à l’entrée du château. Les chevaliers érigent aussi au début du XVIe siècle la tour ronde que l’on peut encore admirer aujourd’hui.

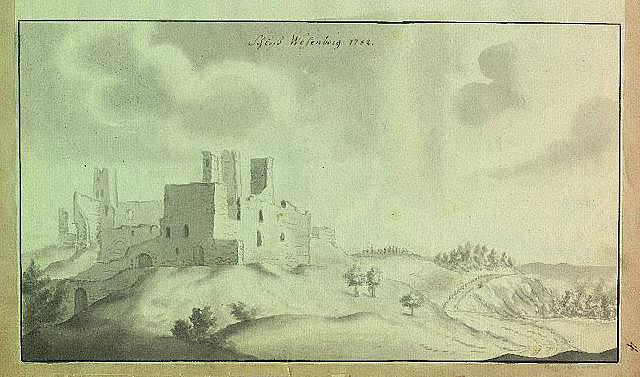
Le château en 1782

Les Russes s’emparent du château sécularisé depuis quelques décennies (l’Ordre teutonique s’étant dissout dans la région en 1525, lorsque le duc Albert de Brandebourg se convertit à la religion luthérienne), pendant les guerres livoniennes de 1558-1581, et l’entourent d’un haut rempart. Le château perd sa raison d’être au XVIIe siècle, après avoir été ravagé par les Polonais en 1605, et il tombe peu à peu à l’abandon, son dernier propriétaire l’ayant transformé en carrière de pierres au XVIIIe siècle.
La région fit partie de l’Empire russe du début du XVIIIe siècle à 1917, de la république estonienne de 1919 à 1939, de l’URSS de 1939 à 1941, puis elle fut occupée par la Wehrmacht de 1941 à 1944 et fit à nouveau partie de l’URSS de 1944 à 1991. Elle est aujourd’hui en Estonie. C’est aujourd’hui un monument touristique des plus visités du pays.

## Galerie

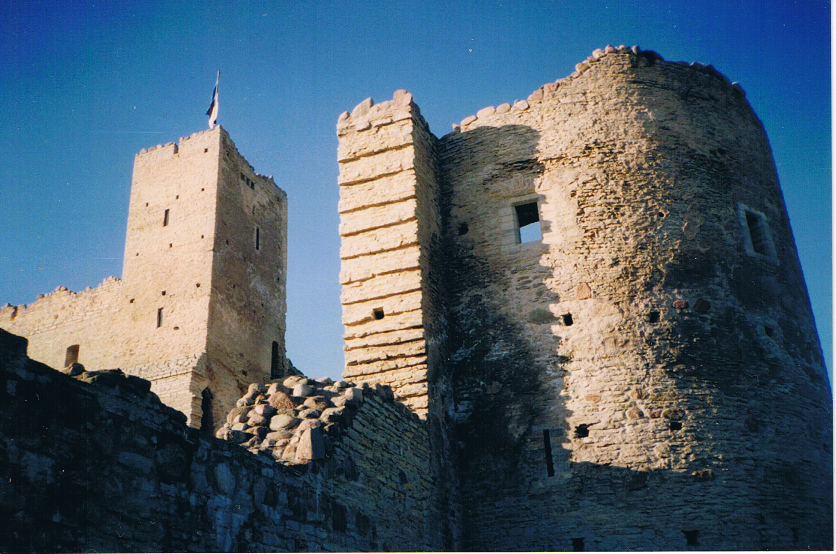
Vue de la tour ronde
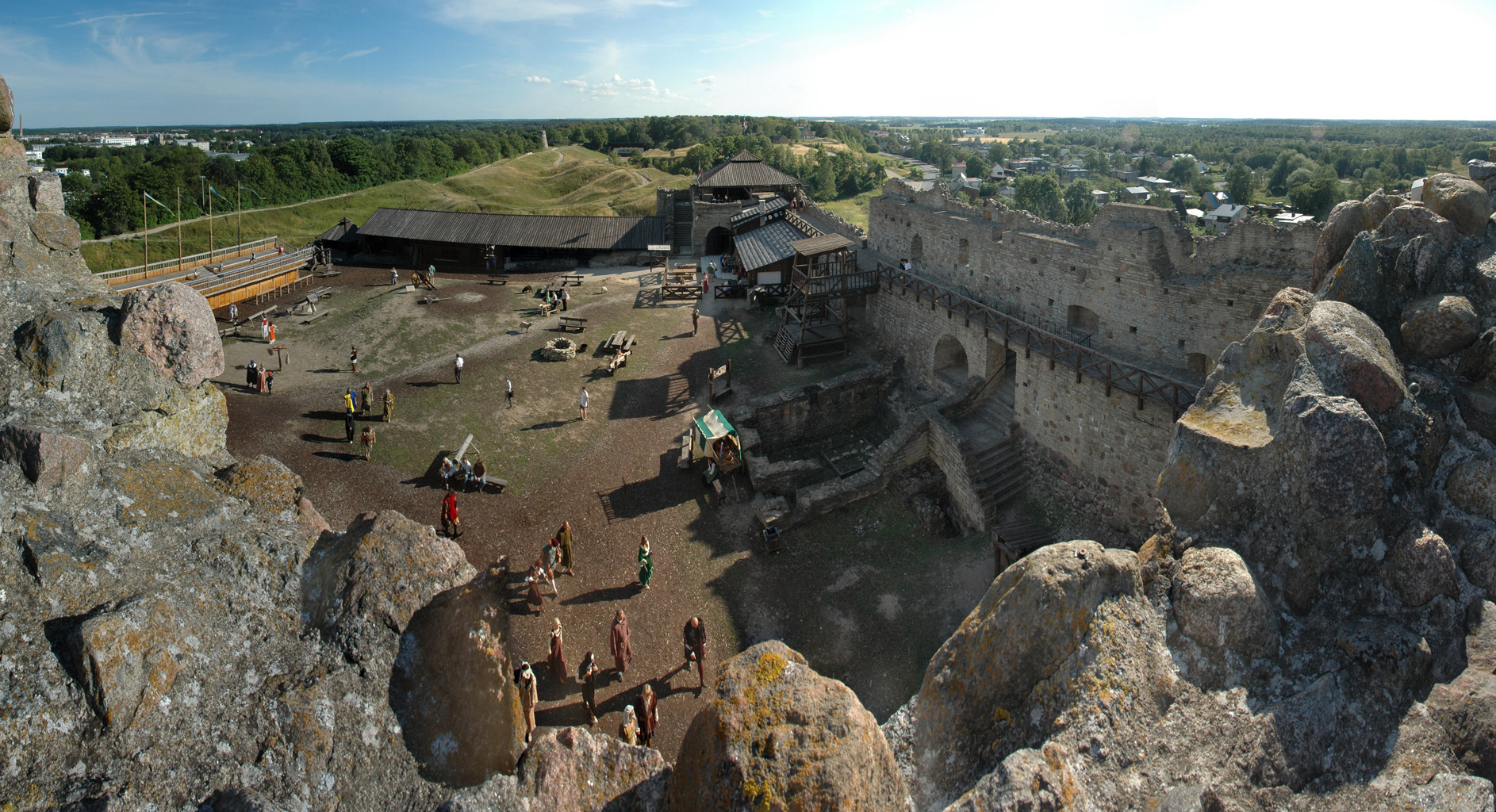
Cour du château
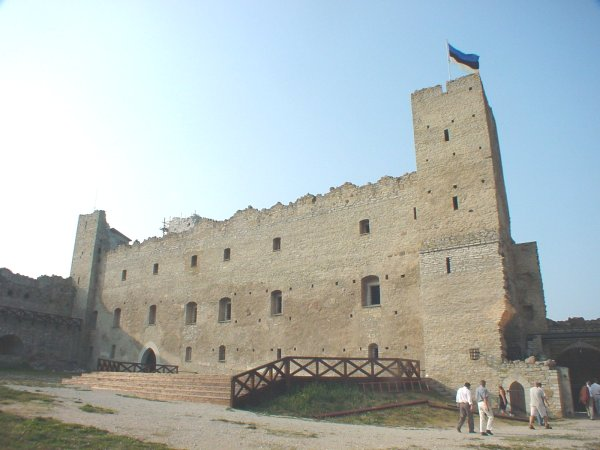
Vue du château, côté sud
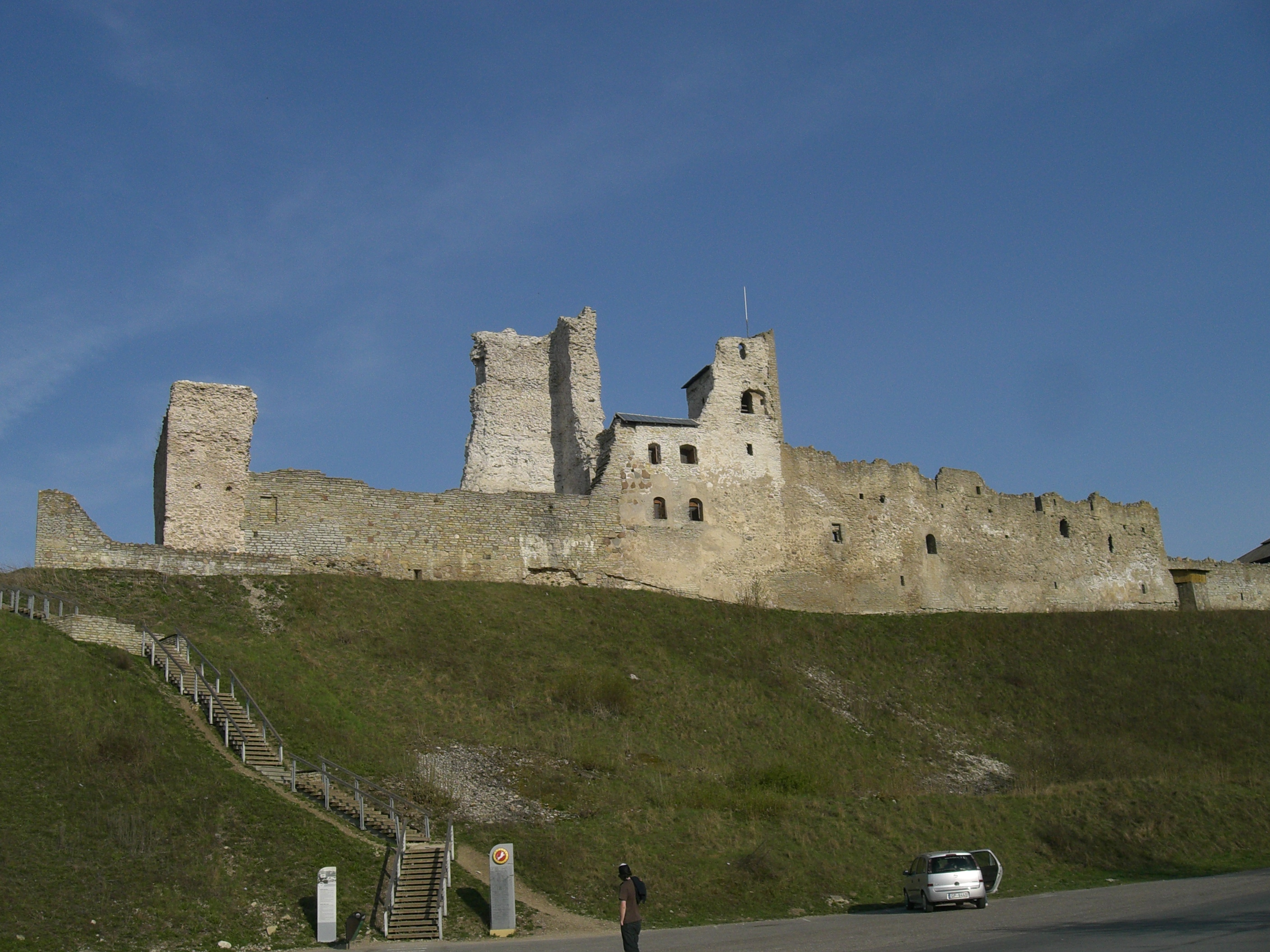
Vue de côté du château en 2008

Le réfectoire du chateau de Wesenberg. Septembre 2020.

## Source
- (de) Cet article est partiellement ou en totalité issu de l’article de Wikipédia en allemand intitulé « Burg Wesenberg (Rakvere) » (voir la liste des auteurs).